# Parc

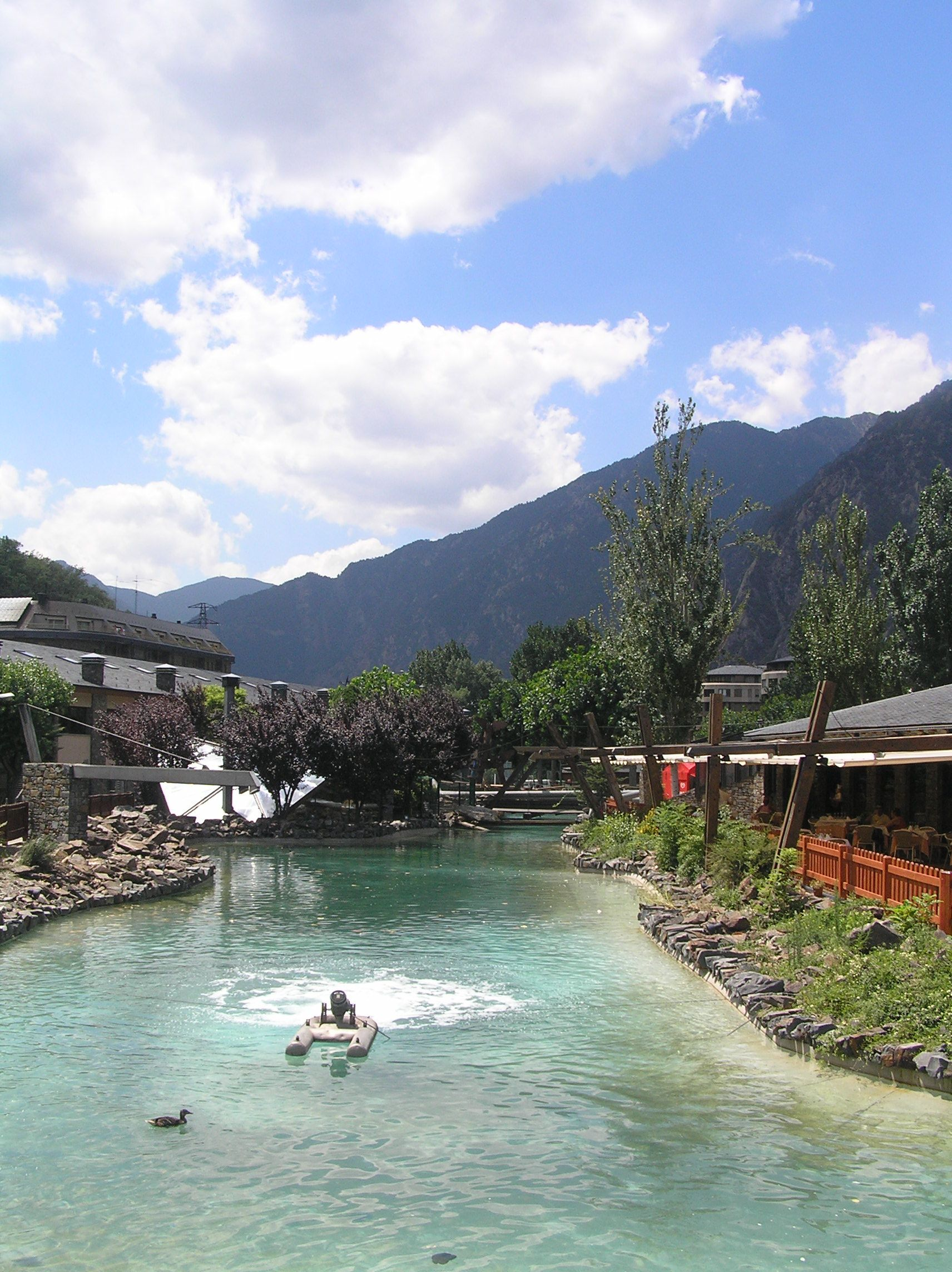
Parc Central a Andorra la Vella.

Un parc és un espai destinat al lleure ja sigui dins les urbs o als afores. També es coneix com a parc altres espais dins els àmbits forestals, agraris, etc.

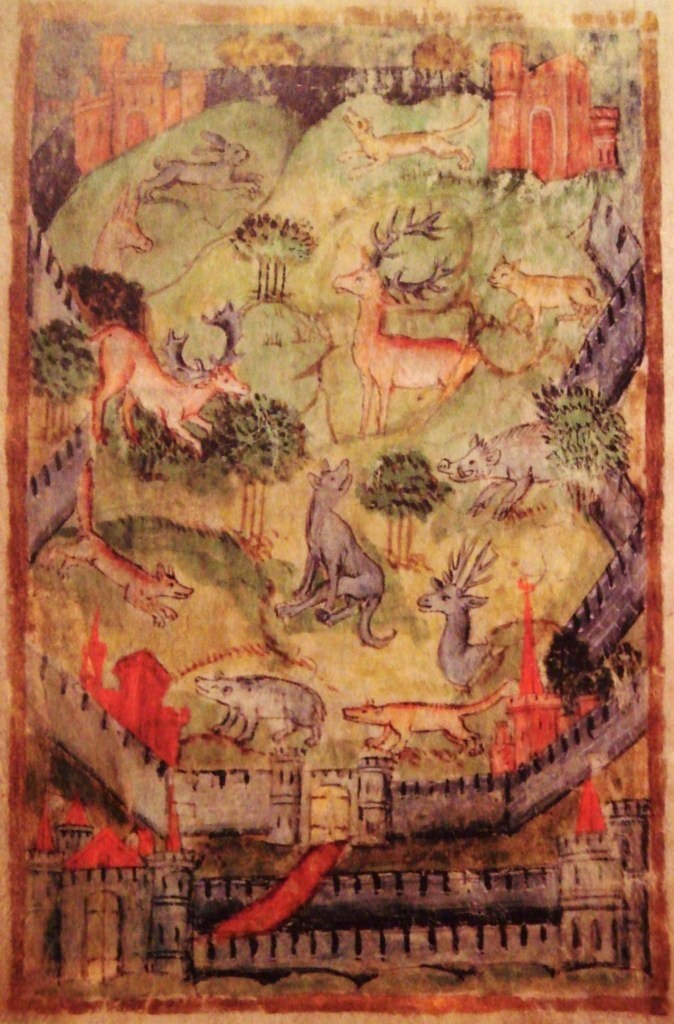
Representació de un parc de caça medieval d'un manuscrit del segle XV

Els parcs nacionals i els parcs agraris són espais verds utilitzats per a la recreació al camp. Els parcs estatals i els parcs provincials són administrats per governs i estats subnacionals. Els parcs poden consistir en àrees herboses, roques, sòls i arbres, però també poden contenir edificis i altres artefactes com ara monuments, fonts o espais de joc. Molts parcs tenen camps per practicar esports com el futbol i el beisbol i zones pavimentades per a jocs com el bàsquet. Molts parcs tenen senders per fer senderisme, ciclisme i altres activitats. Alguns parcs estan construïts al costat de cursos d'aigua i poden incloure una zona de platja. Els parcs urbans sovint tenen bancs per a seure i poden contenir taules de pícnic i graelles de barbacoa.
Els parcs més grans poden ser àmplies zones naturals de centenars de milers de metres quadrats (o quilòmetres quadrats), amb abundant fauna, flora i formacions geològiques naturals, com ara muntanyes i rius. En molts parcs grans, es pot acampar a les tendes de campanya amb permís. Molts parcs naturals estan protegits per la llei, i els usuaris poden haver de seguir restriccions (p. Ex. Normes contra incendis o portar ampolles de vidre). Els grans parcs nacionals i subnacionals són generalment supervisats per un guarda del parc. Els grans parcs poden tenir zones de piragüisme i senderisme durant els mesos més càlids i, en alguns països de l'hemisferi nord, esquí de fons i raquetes de neu durant els mesos més freds. També hi ha parcs d'atraccions que tenen espectacles en directe, passejades per fires, refrigeris i jocs d'atzar o habilitat.

## Història
Els parcs de cérvols anglesos van ser utilitzats per l'aristocràcia en l'època medieval per a caçar. Tenien parets o tanques gruixudes al seu voltant per mantenir els animals de caça a dintre (p. Ex., cérvols) i la gent a fora. Es va prohibir estrictament que els habitants de la comunitat cacessin animals en aquests parcs de cérvols.
Aquests llocs de conserves van evolucionar cap a parcs paisatgístics al voltant de mansions i masies a partir del segle xvi. Potser han servit de terreny de caça, però també van proclamar la riquesa i l'estatus del propietari. Una estètica del disseny del paisatge va començar en aquests parcs senyorials on el paisatge natural va ser millorat per arquitectes paisatgistes com Capability Brown. A mesura que es concentraven les ciutats, els terrenys privats de caça es van convertir en llocs per al públic.
Amb la Revolució Industrial, els parcs van assumir un nou sentit com a àrees destinades a preservar el sentit de la natura a les ciutats i pobles. L'activitat esportiva va ser un ús important per a aquests parcs urbans. Les zones de gran bellesa natural també es van reservar com a parcs nacionals per evitar que es fes malbé per un desenvolupament incontrolat.

## Disseny
El disseny del parc està influït pel propòsit i el públic previst, així com per les característiques de la terra disponibles. Un parc destinat a proporcionar recreació per als nens pot incloure un espai de joc. Un parc principalment destinat a adults pot oferir senders per caminar i un paisatgisme decoratiu. Es poden incloure funcions específiques, com ara rutes de muntar, per donar suport a activitats específiques.
El disseny d'un parc pot determinar qui està disposat a utilitzar-lo. Els caminants poden sentir-se insegurs en un camí d'ús mixt, dominat per ciclistes o cavalls en moviment ràpid. Diferents paisatges i infraestructures poden afectar fins i tot a les taxes d'ús dels parcs dels nens segons el sexe. El redisseny de dos parcs a Viena van suggerir que la creació de múltiples àrees de joc semi-tancades en un parc podrien fomentar el mateix ús per part de nens i nenes.
Els parcs són part de la infraestructura urbana: per a l'activitat física, per a les famílies i les comunitats per reunir-se i socialitzar-se, o per a un simple descans. La investigació revela que les persones que fan exercici a l'aire lliure en espais verds obtenen majors beneficis per a la salut mental. Proporcionar activitats per a totes les edats, habilitats i nivells d'ingressos és important per al benestar físic i mental del públic.

### El paper en la revitalització de les ciutats
Els parcs de la ciutat tenen un paper en la millora de les ciutats i en la millora dels futurs per a residents i visitants: per exemple, Millennium Park a Chicago, Illinois o el parc del riu Mill i el camí verd a Stamford, CT. Un grup que és un fort defensor dels parcs per a les ciutats és l'American Society of Landscape Architects. Argumenten que els parcs són importants per al teixit de la comunitat a escala individual i escales més àmplies com ara barris sencers, districtes de la ciutat o sistemes de parcs urbans.

### Disseny per a la seguretat

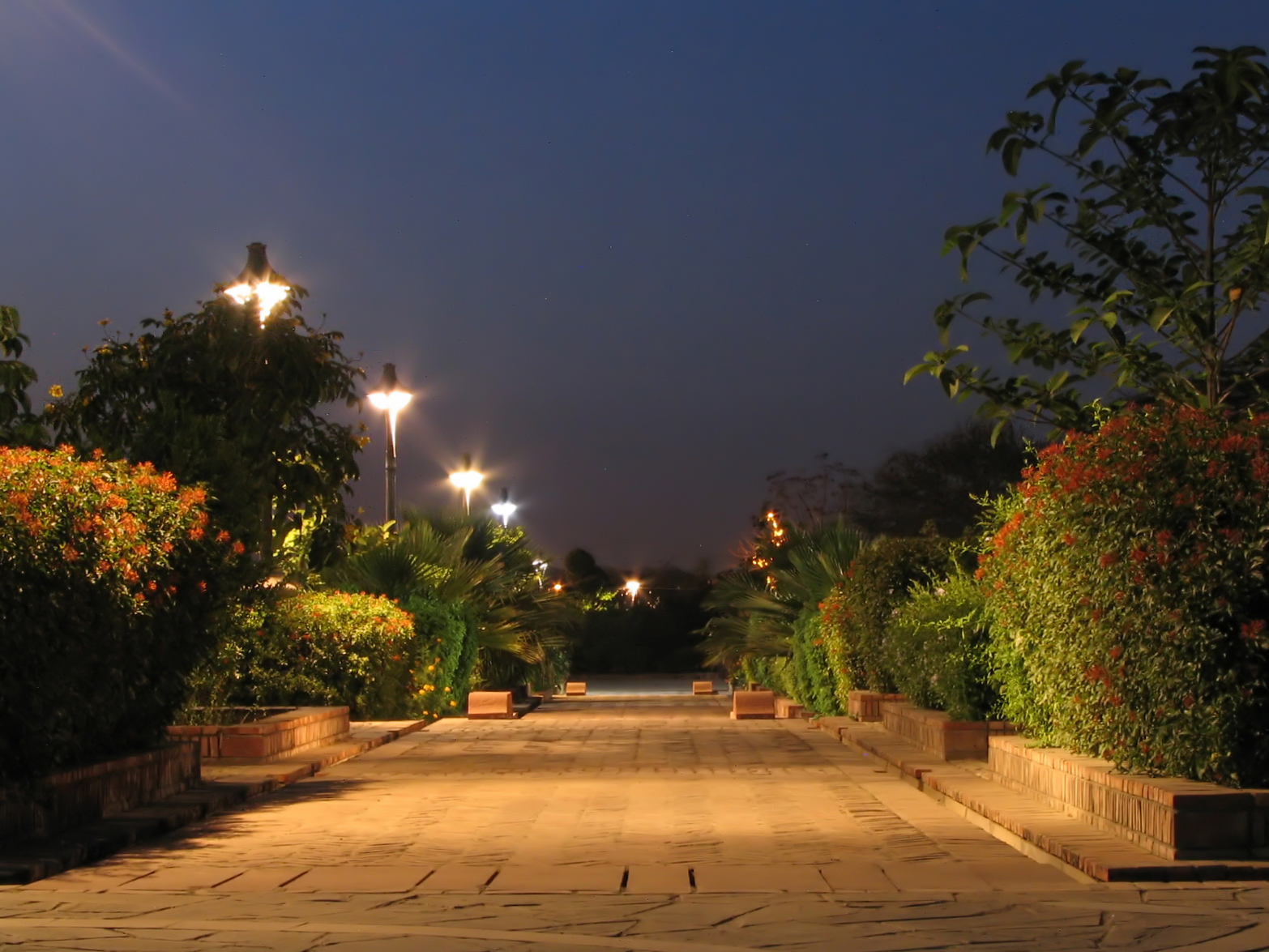
Fotografia nocturna. La il·luminació augmenta la sensació de seguretat. The Garden of Five Senses, Nova Delhi.

Els parcs han de fer-te sentir segur perquè els ciutadans els utilitzin. Les investigacions mostren que la percepció de la seguretat pot ser més important per influir en el comportament humà, que les estadístiques reals sobre la delinqüència. Si els ciutadans perceben un parc com insegur, potser no ho farien servir del tot.
Un estudi fet a quatre ciutats; Albuquerque, NM, Chapel Hill / Durham, NC, Columbus, OH i Filadèlfia, PA, amb 3815 participants en enquesta que van viure a mig quilòmetre d'un parc van indicar que, a més de la seguretat, les instal·lacions del parc també van tenir un paper significatiu en l'ús del parc. i que augmentar les instal·lacions en comptes de crear una imatge d'un parc segur augmentaria l'ús del parc.
Hi ha una sèrie de funcions que contribueixen a si un parc se sent o no segur. Els elements del disseny físic d'un parc, com ara una entrada oberta i acollidora, una bona visibilitat (línies de visió) i una il·luminació i senyalització adequades poden marcar la diferència. El manteniment regular del parc, així com la programació i la implicació de la comunitat també poden contribuir a una sensació de seguretat.
Mentre que la prevenció de crims mitjançant el disseny ambiental (CPTED) ha estat àmpliament utilitzada en el disseny de les instal·lacions, l'ús de CPTED als parcs no ha estat. Iqbal i Ceccato van dur a terme un estudi a Estocolm, Suècia, per determinar si seria útil aplicar-se als parcs. El seu estudi va indicar que, tot i que el CPTED podria ser útil, a causa de la naturalesa d'un parc, augmentar l'aspecte de la seguretat també pot tenir conseqüències no desitjades sobre l'estètica del parc. Crear zones segures amb barres i panys i reduir la bellesa del parc, així com la naturalesa de qui és l'encarregat d'observar l'espai públic i la sensació de ser observat.

## Àrees recreatives actives i passives
Els parcs es poden dividir en àrees recreatives actives i passives. La recreació activa és aquella que té un caràcter urbà i requereix un desenvolupament intensiu. Sovint es tracta d'activitats cooperatives o d'equip, incloent espais de joc, camps de pilota, piscines, gimnasos i skateparks. La recreació activa, com ara els esports d'equip, a causa de la necessitat d'oferir un espai important per congregar-se, sol comportar una gestió intensiva, manteniment i uns costos elevats. La recreació passiva, també anomenada "recreació de baixa intensitat", és aquella que posa l'accent en l'aspecte de l'espai obert d'un parc i permet la preservació de l'hàbitat natural. Normalment implica un baix nivell de desenvolupament, com ara zones de pícnic rústiques, bancs i senders.
Molts parcs de barri més petits reben més atenció i valoració com a béns significatius de la comunitat i llocs de refugi en zones urbanes molt poblades. Grups de barris de tot el món s'uneixen per donar suport als parcs locals que han patit la decadència urbana i la negligència del govern.
La recreació passiva normalment requereix poca gestió i es pot proporcionar a uns costos molt baixos. Alguns gerents d'espais oberts no ofereixen res més que rutes per a l'activitat física en forma de caminar, córrer, muntar a cavall, anar en bicicleta de muntanya, fer raquetes de neu o esquiar de fons; o activitat sedentària, com ara observar la natura, observació d'aus, pintura, fotografia o fer pícnic. La limitació de l'ús del parc o de l'espai obert a la recreació passiva de tota la zona del parc evita o redueix la càrrega de la gestió d'instal·lacions recreatives actives i de la infraestructura desenvolupada.

## Parcs operats o propietat pel govern

### Parcs nacionals
Un parc nacional és una reserva de terra, normalment, però no sempre declarada i propietat d'un govern nacional, protegida de la majoria de desenvolupament humà i contaminació. Tot i que això pot ser així, no és probable que el govern d'una zona específica el tingui, més aviat la pròpia comunitat. Els parcs nacionals són una àrea protegida de la Unió Internacional per a la Conservació de la Natura. Això implica que són zones salvatges, però a diferència de les reserves naturals pures, s'estableixen amb l'esperança d'un cert grau de visita humana i infraestructura de suport.
Mentre que aquest tipus de parc nacional havia estat proposat anteriorment, els Estats Units van establir el primer "parc públic o terra per al benefici i el gaudi de la gent", Parc Nacional de Yellowstone, el 1872, encara que Yellowstone no va ser publicat com a parc nacional. El primer parc nacional oficialment designat va ser l'illa Mackinac, publicada el 1875. El Royal National Park d'Austràlia, creat el 1879, va ser el segon parc nacional establert al món.
El parc nacional més gran del món és el Parc Nacional del Nord-est de Groenlàndia, establert el 1974 i que protegeix actualment 972.001 km².

### Parcs subnacionals
En alguns sistemes federals, molts parcs són gestionats pels nivells subnacionals de govern. Al Brasil, als Estats Units i en alguns estats de Mèxic, així com a l'estat australià de Victoria, s'anomenen parcs estatals, mentre que a l'Argentina, Canadà i Corea del Sud s'anomenen parcs provincials o territorials. Als Estats Units, també és comú que els comtats individuals executin parcs, aquests es coneixen com a parcs de comtat.

### Parcs urbans
Un parc és una zona d'espai obert destinada a l'ús recreatiu, generalment propietat i mantinguda per un govern local. Els parcs s'assemblen habitualment a les sabanes o als boscos oberts, els tipus de paisatge que els éssers humans troben més relaxants. La gespa normalment es manté curta per desanimar les plagues d'insectes i permetre gaudir de pícnics i activitats esportives. Els arbres són triats per la seva bellesa i per proporcionar ombra.
Alguns dels primers parcs són la Alameda de Hércules, a Sevilla, un centre comercial públic, un jardí urbà i un parc construït el 1574, al centre històric de Sevilla; el City Park, a Budapest, Hongria, que era propietat de la família Batthyány i posteriorment es va fer públic.
Un parc públic construït amb propòsits primerencs va ser Derby Arboretum, inaugurat el 1840 per Joseph Strutt per als obrers del molí i la gent de la ciutat. Aquest va ser seguit de prop per Princes Park al barri de Toxteth de Liverpool, presentat als dissenys de Joseph Paxton des de 1842 i inaugurat el 1843. El terreny on es va construir el parc de Princes va ser comprat per Richard Vaughan Yates, un comerciant de ferro i filantrop, el 1841 per 50.000 lliures esterlines. La creació de Princes Park va mostrar una gran previsió i va introduir diverses idees molt influents. En primer lloc, es tracta d'oferir un espai obert en benefici de la gent del poble i dels residents locals dins d'una zona que es desenvolupava ràpidament. En segon lloc, va prendre el concepte de paisatge dissenyat com a escenari per al domicili suburbà, una idea iniciada per John Nash a Regent's Park i la va reformar de la manera més original a la ciutat provincial. La remodelació de Nash de St James's Park des de 1827 i la seqüència de rutes processionals que va crear per enllaçar The Mall amb Regent's Park va transformar completament l'aparició del West End de Londres. Amb l'establiment de Princes Park el 1842, Joseph Paxton va fer alguna cosa similar en benefici d'una ciutat provincial, encara que tingués una dimensió internacional en virtut del seu florent contingent mercantil. Liverpool va tenir una presència creixent a l'escenari del comerç marítim mundial abans de 1800 i durant l'època victoriana la seva riquesa va rivalitzar amb la de Londres.
La forma i la disposició dels motius ornamentals de Paxton, estructurats sobre un llac informal dins dels límits d'una calçada serpentina, van posar en marxa els elements essencials del seu disseny molt imitat per al Parc Birkenhead. Aquest últim es va iniciar el 1843 amb l'ajut de les finances públiques i va desplegar les idees que va ser pionera a Princes Park a una escala més expansiva. Frederick Law Olmsted va visitar Birkenhead Park el 1850 i va elogiar les seves qualitats. De fet, Paxton és una de les principals influències del disseny d'Olmsted i Calvert per al Central Park de Nova York el 1857.
Un altre parc públic primerenc és el Peel Park, Salford, Anglaterra, inaugurat el 22 d'agost de 1846. Un altre possible reclamant d'estatut com a primer parc públic del món és Boston Common (Boston, Massachusetts, EUA), reservat el 1634, el primer passeig recreatiu, Tremont Mall, data de 1728. Sembla que s'ha produït l'estat del parc real per a tot el comú. no més tard de 1830, quan es va acabar el pasturatge de les vaques i es va canviar el nom del Comú com es va proposar el Parc de Washington (canviar el nom a la frontera Sentry Street a Park Street el 1808 ja reconeixia la realitat).

## Vegeu també

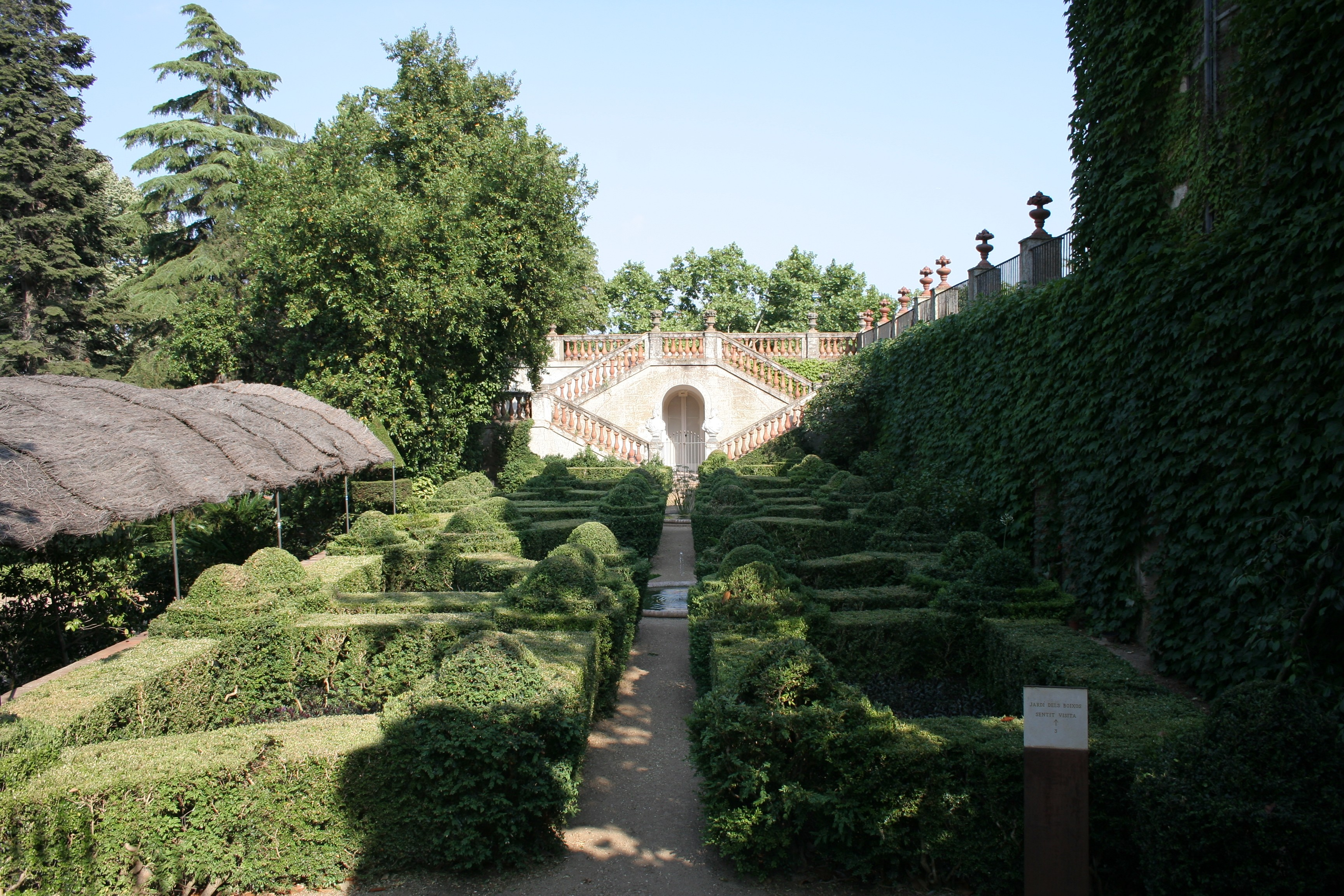
Parc del Laberint d'Horta a Barcelona.